# Arturo Saco del Valle

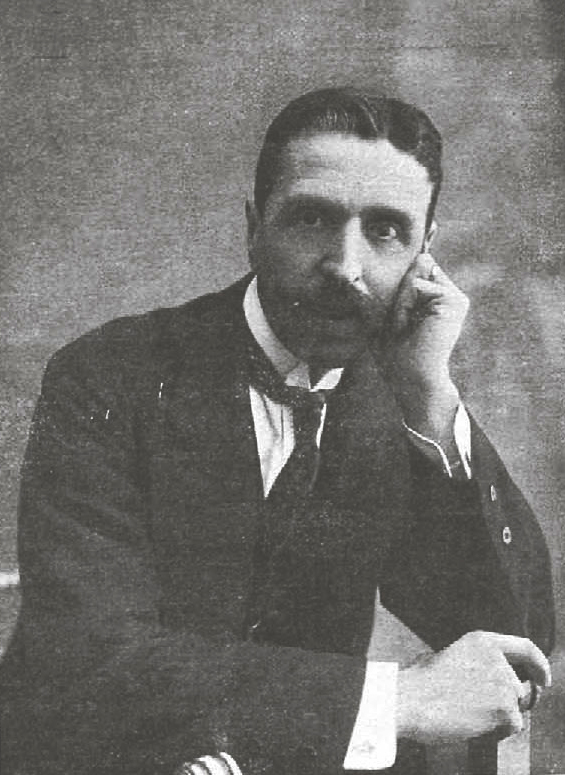

Arturo Saco del Valle Flores (Gerona, 1869-Madrid, 3 de noviembre de 1932) fue un compositor y director de orquesta español.

## Biografía
Era hijo de Carlos Saco del Valle, editor musical, y se formó musicalmente en el Real Conservatorio Superior de Música de Madrid, con Emilio Arrieta (composición), Juan Cantó (armonía) y Manuel Mendizábal de Sagastume (piano), completando sus estudios con Ruperto Chapí y Luigi Mancinelli. Como músico militar, dirigió la Banda de Ingenieros de Madrid entre 1897 y 1904, además de otras bandas, como la Municipal de San Sebastián. En 1914 fue nombrado catedrático de Conjunto Instrumental del Conservatorio de Madrid, cargo que conservó hasta su muerte
Establecido en Madrid, dirigió en el Teatro Real entre 1911 y 1925, y fue Maestro de la Capilla Real de Música desde 1914 hasta 1931. Dirigió giras de conciertos por ciudades españolas y portuguesas. En 1929 fundó la Orquesta Clásica de Madrid. Fue nombrado Consejero de Instrucción Pública (1926-30) y fue miembro de la Junta Nacional de la Música y Teatros Líricos (1931).
Compuso más de cincuenta zarzuelas, algunas en colaboración con Amadeo Vives, Luis Foglietti o Ruperto Chapí, y con libretistas como Pedro Muñoz Seca, los hermanos Serafín y Joaquín Álvarez Quintero, Miguel Mihura o Ramón Rocabert. Fue también autor de música militar, en especial de la canción «Legionarios y Regulares», que recopila temas propios de los soldados de las colonias españolas en África. También compuso música sacra, piezas para piano y otras composiciones instrumentales.
Muy influido por la música de Richard Wagner, adaptó su música para ser interpretada en ceremonias religiosas.